# Datenbankwerk
Ein Datenbankwerk ist der Gegenstand des Urheberrechts an Datensammlungen, dies gilt auch in Form elektronischer Datenbanken. Ein Datenbankwerk ist im juristischen Sinne eine Sammlung "von Werken, Daten oder anderen unabhängigen Elementen, die systematisch oder methodisch angeordnet und einzeln mit Hilfe elektronischer Mittel oder auf andere Weise zugänglich sind." Anders als Datenbanken besitzen Datenbankwerke inhaltlich persönliche geistige Schöpfungen des Urhebers.

## Datenbankurheberrecht in internationalen Verträgen
Weltweit ist das Datenbankurheberrecht durch internationale Verträge geschützt, durch die sich die Mitgliedstaaten zur wechselseitigen Anerkennung eines Urheberschutzes für Datenbankinhalte verpflichten. (Art. 2 Abs. 5 RBÜ; Teil II, Abschnitt 1, Art. 10 TRIPS; Art. 5 WCT)
Das Datenbankurheberrecht setzt eine geistige Schöpfung bei der Auswahl oder der Anordnung der Elemente voraus.

## Europa
Das Datenbankurheberrecht wurde 1996 innerhalb der Europäischen Gemeinschaft durch die Richtlinie 96/9/EG über den rechtlichen Schutz von Datenbanken (Datenbankrichtlinie) harmonisiert und ist Teil des Rechtsgebietes geistiges Eigentum. Daneben besteht in der Europäischen Union – nicht dagegen in der Schweiz – für Datenbanken, die mangels Schöpfungshöhe nicht urheberrechtlich geschützt sind (nicht schöpferische Datenbanken), ein Investitionsschutz nach Art. 7 der Datenbankrichtlinie durch das sui-generis-Recht für Datenbanken (in Deutschland: Datenbankherstellerrecht).

### Schutzsystematik
Datenbanken werden in Europa durch das Datenbankurheberrecht, durch das Datenbankherstellerrecht für Datenbanken und durch den ergänzenden wettbewerblichen Leistungsschutz geschützt.
1. Der Urheberschutz für Datenbanken entsteht, wenn die Datenbank Schöpfungshöhe aufweist. Das ist dann der Fall, wenn die Auswahl oder die Anordnung der Elemente wertende Entscheidung erkennen lässt (§ 4 UrhG).
2. Das Datenbankherstellerrecht entsteht dagegen, wenn die Beschaffung oder die Darstellung auf einer wesentlichen Investition beruht (§ 87a UrhG).
3. Der ergänzende wettbewerbsrechtlicher Leistungsschutz entsteht, wenn die Datenbank wettbewerbliche Eigenart aufweist.[2] Mit der Einfügung des Schutzes für Datenbanken nach § 87a UrhG mit Wirkung vom 1. Januar 2000 verliert er jedoch an Bedeutung.

### Gesetze

#### Deutschland
1998 trat in Deutschland das Informations- und Kommunikationsdienste-Gesetz (IuKDG) in Kraft, um die Datenbankrichtlinie umzusetzen. In Deutschland ist das Datenbankurheberrecht in § 4 UrhG geregelt. § 4 Abs. 1 UrhG schützt Sammelwerke, § 4 Abs. 2 UrhG schützt Datenbankwerke. Das Datenbankwerk ist ein Unterfall des Sammelwerks, d. h. alle Voraussetzungen des Sammelwerks müssen auch bei einem Datenbankwerk vorliegen. Als Abgrenzung zum Sammelwerk ist für ein Datenbankwerk zusätzlich erforderlich, dass die Elemente einer Sammlung systematisch oder methodisch angeordnet und einzeln mit Hilfe elektronischer Mittel oder auf andere Weise zugänglich sind. So ist beispielsweise eine individuelle Sammlung von Gedichten nicht nur ein Sammelwerk, sondern ein Datenbankwerk, wenn die Gedichte alphabetisch geordnet und einzeln zugänglich sind. Wie beim Datenbankherstellerrecht ist auch das Datenbankurheberrecht nicht auf elektronische Datenbanken beschränkt. Auch gedruckte Werke und Karteien können daher Datenbankwerke und einfache Datenbanken sein.

#### Österreich
In Österreich werden Datenbankwerke nach § 40f UrhG geschützt. Das sui-generis Recht wurde in § 76c ff. UrhG umgesetzt.

#### Schweiz
In der Schweiz werden Sammelwerke nach Art. 4 URG geschützt. Für nicht schöpferische Datenbanken kommt ein Schutz nach Art. 5 des schweizerischen UWG (Bundesgesetz gegen den unlauteren Wettbewerb) in Betracht.

## USA
In den USA gibt es entsprechend den Vorgaben aus Art. 2 Abs. 5 RBÜ, Art. 10 Abs. 2 TRIPS und Art. 5 WCT einen urheberrechtlichen Schutz für Datenbanken. Nicht schöpferische Datenbanken genießen wie in der Schweiz nur wettbewerbsrechtlichen Schutz gegen "misappropriation".